# Fronte polare

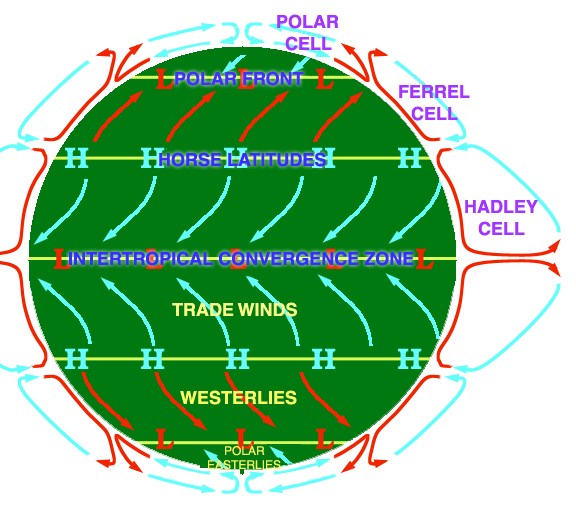
Le tre grandi celle della circolazione atmosferica con i relativi fronti di separazione.

In meteorologia, il fronte polare è la regione di confine e di separazione tra la cella polare e la cella di Ferrel; posizionato attorno al 60º parallelo di latitudine di entrambi gli emisferi terrestri, nella superficie di separazione, si instaura un brusco gradiente di temperatura tra le due masse d'aria, che si trovano a valori di temperatura molto diversi.

## Descrizione

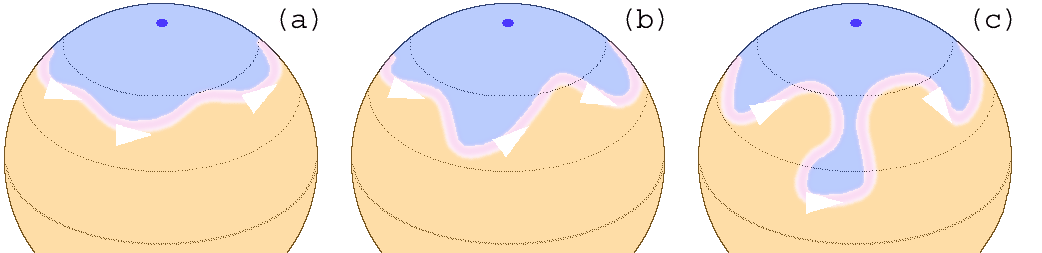
Dinamica delle onde di Rossby

Il fronte polare è il risultato dell'incontro dell'aria fredda di origine polare, con l'aria calda di origine tropicale. È un fronte stazionario, in quanto non c'è movimento relativo tra le due masse d'aria, ma il fronte si muove verso nord o sud a seconda delle stagioni, attraverso le onde di Rossby.
Le onde di flusso del fronte polare, che determinano in gran parte il tempo nell'emisfero settentrionale, recentemente si sono spostate meno rispetto al passato. Questo crea ondate di calore, in particolare in Europa, Giappone e Stati Uniti occidentali.
La teoria del fronte polare afferma che i cicloni extratropicali si formano nelle zone di discontinuità tra aria calda e aria fredda. Durante l'inverno il fronte polare tende a spostarsi verso l'equatore, mentre durante l'estate si porta su latitudini più elevate e dominano i sistemi di alta pressione. Al largo della costa orientale del Nord America, specialmente in inverno, c'è un netto gradiente di temperatura tra la gelida parte continentale coperta di neve e le più tiepide correnti oceaniche. Il fronte polare è l'area di origine delle aree dinamiche a bassa pressione che determinano fortemente il tempo alle latitudini centrali più elevate.
Nei primi anni del 1900, fu il norvegese Vilhelm Bjerknes, della Scuola di Meteorologia di Bergen (in Norvegia), a parlare per la prima volta dell'esistenza del fronte polare e del suo ruolo nello sviluppo della bassa pressione; i suoi studi costituirono una delle basi per le previsioni meteorologiche moderne.